# توریتا دی سینا
توریتا دی سینا (به ایتالیایی: Torrita di Siena) یک کومونه در ایتالیا است که در استان سیه‌نا واقع شده‌است. توریتا دی سینا ۵۸٫۴ کیلومتر مربع مساحت و ۷٬۵۲۲ نفر جمعیت دارد و ۳۲۵ متر بالاتر از سطح دریا واقع شده‌است.